# Tysk-österrikiska backhopparveckan 1990/1991
Tysk-österrikiska backhopparveckan 1990/1991 ingick i backhoppningsvärldscupen 1990/1991. 
Man hoppade i Oberstdorf den 30 december 1990, den 1 januari 1991 hoppade man i Garmisch-Partenkirchen och den 4 januari 1991 hoppade man i Innsbruck. Sista deltävlingen i Bischofshofen hoppades den 6 januari 1991.

## Oberstdorf
- Datum: 28 december 1990
- Land:  Tyskland
- Backe: Schattenbergschanze

| Placering | Hoppare           | Land      | Poäng |
| --------- | ----------------- | --------- | ----- |
| 01        | Jens Weissflog    | Tyskland  | 203,9 |
| 02        | Andreas Felder    | Österrike | 202,0 |
| 03        | Heinz Kuttin      | Österrike | 198,7 |
| 04        | Christof Duffner  | Tyskland  | 197,7 |
| 05        | Mikael Martinsson | Sverige   | 195,5 |
| 06        | Sylvain Freiholz  | Schweiz   | 192,6 |
| 07        | Staffan Tällberg  | Sverige   | 187,3 |
| 08        | Ernst Vettori     | Österrike | 181,8 |
| 09        | Stefan Horngacher | Österrike | 181,2 |
| 010       | Ari-Pekka Nikkola | Finland   | 180,6 |
| 010       | Josef Heumann     | Tyskland  | 180,6 |

## Garmisch-Partenkirchen
- Datum: 1 januari 1991
- Land:  Tyskland
- Backe: Große Olympiaschanze

| Placering | Hoppare           | Land          | Poäng |
| --------- | ----------------- | ------------- | ----- |
| 01        | Jens Weissflog    | Tyskland      | 204,3 |
| 01        | Andreas Felder    | Österrike     | 204,3 |
| 03        | Stefan Horngacher | Österrike     | 186,5 |
| 04        | Mikael Martinsson | Sverige       | 181,9 |
| 05        | Christof Duffner  | Tyskland      | 180,5 |
| 06        | Vesa Hakala       | Finland       | 180,2 |
| 07        | Dieter Thoma      | Tyskland      | 178,3 |
| 08        | Ernst Vettori     | Österrike     | 174,6 |
| 09        | Staffan Tällberg  | Sverige       | 173,2 |
| 010       | Andrej Vervejkin  | Sovjetunionen | 168,3 |

## Innsbruck
- Datum: 4 januari 1991
- Land:  Österrike
- Backe: Bergiselschanze

| Placering | Hoppare           | Land        | Poäng |
| --------- | ----------------- | ----------- | ----- |
| 01        | Ari-Pekka Nikkola | Finland     | 221.6 |
| 02        | Jens Weissflog    | Tyskland    | 219,1 |
| 03        | Dieter Thoma      | Tyskland    | 210,4 |
| 04        | Ernst Vettori     | Österrike   | 199,7 |
| 05        | Andi Rauschmeier  | Österrike   | 194,4 |
| 06        | Stefan Horngacher | Österrike   | 190,4 |
| 07        | Franci Petek      | Jugoslavien | 185,9 |
| 08        | Mikael Martinsson | Sverige     | 183,9 |
| 09        | Stephan Zünd      | Schweiz     | 181,4 |
| 010       | Espen Bredesen    | Norge       | 176,4 |

## Bischofshofen
- Datum: 6 januari 1991
- Land:  Österrike
- Backe: Paul-Ausserleitner-Schanze

| Placering | Hoppare              | Land            | Poäng |
| --------- | -------------------- | --------------- | ----- |
| 01        | Andreas Felder       | Österrike       | 225,8 |
| 02        | Ernst Vettori        | Österrike       | 218,7 |
| 03        | Ari-Pekka Nikkola    | Finland         | 216,7 |
| 04        | Dieter Thoma         | Tyskland        | 215,0 |
| 05        | Stefan Horngacher    | Österrike       | 211,4 |
| 06        | Franci Petek         | Jugoslavien     | 210,9 |
| 07        | Sylvain Freiholz     | Schweiz         | 210,8 |
| 08        | Pavel Ploc           | Tjeckoslovakien | 201,4 |
| 09        | Ole Gunnar Fidjestøl | Norge           | 193,7 |
| 010       | Jens Weissflog       | Tyskland        | 192,4 |

## Slutställning
| Placering | Hoppare           | Land      | Poäng |
| --------- | ----------------- | --------- | ----- |
| 01        | Jens Weissflog    | Tyskland  | 819,7 |
| 02        | Andreas Felder    | Österrike | 805,6 |
| 03        | Dieter Thoma      | Tyskland  | 779,6 |
| 04        | Ernst Vettori     | Österrike | 774,8 |
| 05        | Stefan Horngacher | Österrike | 773,1 |
| 06        | Ari-Pekka Nikkola | Finland   | 772,7 |
| 07        | Mikael Martinsson | Sverige   | 751,9 |
| 08        | Sylvain Freiholz  | Schweiz   | 729,5 |
| 09        | Vesa Hakala       | Finland   | 696,8 |
| 010       | Risto Laakkonen   | Finland   | 676,7 |